# 獅子山集團
獅子山集團有限公司，簡稱獅子山集團（英語：Lion Rock Group Limited，港交所：1127），在2005年，由才庫媒體集團有限公司（先傳媒集團有限公司前身）成立分拆一家專門在香港、中國內地、英國、澳大利亞，以及美國承印消閒及生活品味圖書、教科書、教材及兒童圖書，前身為「匯星印刷集團有限公司」。
該股份在2011年7月25日於香港交易所主板上市。據悉，招股價為0.9港元，發行股份為125,000,000股，集資額為112,500,000港元，而在上市前，該公司已超額認購1.75倍。
總部位於香港九龍觀塘海濱道123號香港綠景NEO大廈東翼11樓。而董事會主席為楊家聲（獨立非執行董事）和總裁楊士成。

## 連結
- 1010Printing.com （页面存档备份，存于）